# Uçan ağıl

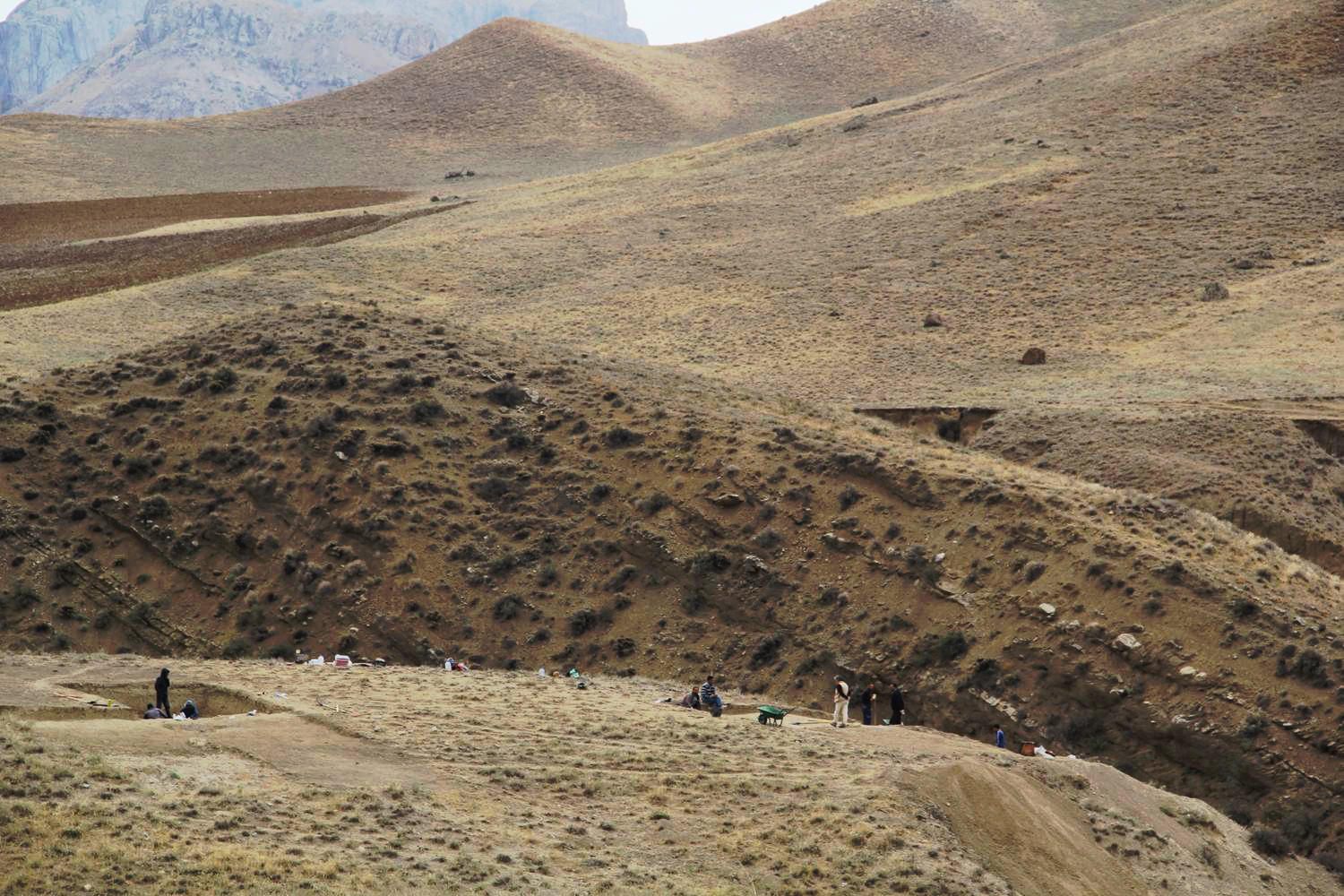
Uçan ağıl

Uçan ağıl ist eine archäologische Stätte nördlich des Dorfes Sirab im Rayon Babək in Aserbaidschan.

## Forschung
Uçan ağıl wurde 2015 bis 2017 durch archäologische Ausgrabungen von einer internationalen archäologischen Expedition aus Aserbaidschan und Frankreich unter der Leitung von Vali Baxşəliyev und Catherine Marro untersucht. Die Oberflächenmaterialien sind bemalte Schalen und Strohkeramiken. Unter den Funden befinden sich Keramikstücke der Kur-Araz-Kultur. Unter den Ergebnissen ist anzumerken, dass eine Reihe von Werkzeugen, die Steinäxten ähnlich sind, aus Duzdağ bekannt sind. An drei Stellen wurden Ausgrabungen durchgeführt. Die Größe des ersten Bereichs betrug 5 × 5 m, der zweite Bereich betrug ebenfalls 5 × 5 m und der dritte Bereich 5 × 10 m. Die Ausgrabungen zeigen, dass die Kulturschicht zwischen 0,20 bis 1,20 cm liegt. Bei der Untersuchung des Uçan ağıl wurden Proben roter Keramik mit Strohanteilen sowie Fragmente bemalter Schalen entdeckt.